# Oxford University Museum of Natural History

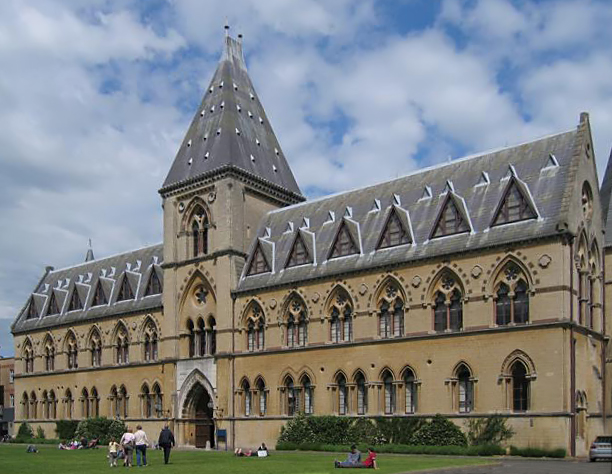
Oxford University Museum of Natural History

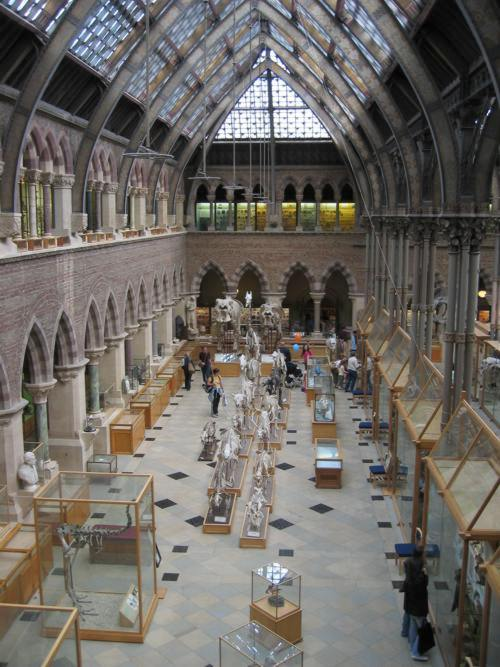
Innenansicht des Gebäudes

Das Oxford University Museum of Natural History (OUMNH), manchmal auch einfach Oxford University Museum oder University Museum Oxford  (UMO), ist ein Museum, das viele der naturhistorischen Arten-Sammlungen der University of Oxford zeigt. Es besitzt auch einen Hörsaal, der von den Fakultäten für Chemie, Mathematik und Zoologie genutzt wird. An das Museum schließt sich das Pitt Rivers Museum an.
2019 wurde das Oxford University Museum of Natural History von rund 792.000 Personen besucht. 2024 betrug die Besucherzahl etwa 835.000 Personen.

## Geschichte
1850 begann die Geschichte der University’s Honour School of Natural Science mit über ganz Oxford verstreuten Einrichtungen in etlichen Colleges; ebenso die Sammlungen der Universität zu anatomischen und naturhistorischen Arten.
Sir Henry Acland (1815–1900), Regius Professor für Medizin, regte die Errichtung des Museums an, die dann zwischen 1855 und 1860 vollzogen wurde. Einige Abteilungen zogen in das neue Gebäude, darunter die Astronomie, die Geometrie, die Experimentalphysik, die Mineralogie, die Chemie, die Geologie, die Zoologie, die Anatomie, die Physiologie und nicht zuletzt Aclands Medizin. Mit wachsender Größe mussten einige der Abteilungen das Gebäude in Richtung anderer Stätten wieder verlassen.
1884 wurde an der Ostseite ein weiterer Gebäudeteil hinzugefügt, der die ethnologische Sammlung des Generals Augustus Pitt Rivers beherbergt.
Als letzte Abteilung verließ die Entomologie (Hope Department of Entomology, gegründet von Frederick William Hope) 1978 das Gebäude und zog zu den Zoologen. Dennoch befindet sich auch heute noch ein funktionsfähiges entomologisches Labor im ersten Stockwerk.
Der größte Teil der Sammlung des Museums besteht aus den naturhistorischen Exponaten des Ashmolean Museum, die aus den Sammlungen des Musaeum Tradescantianum von John Tradescant (Vater und Sohn), von William Burchell und dem Geologen William Buckland stammen. Außerdem spendete das Christ Church Museum seine osteologischen und physiologischen Exponate, die größtenteils durch Acland gesammelt wurden.

## Das Gebäude
Das neogotische Gebäude wurde vom Architekten Benjamin Woodward (1816–1861) erdacht. Es besteht aus einer rechteckigen Grundfläche, über die sich ein von gusseisernen Säulen getragenes Glasdach spannt, das die Fläche in drei Teile teilt. Abgeschiedene Arkaden laufen rund um das Erdgeschoss sowie den ersten Stock. Sie werden durch Säulen gebildet, die jeweils aus einer anderen Sorte Stein aus dem Königreich gemacht sind. Die Steine wurden durch den Geologen John Phillips ausgewählt. Die Verzierungen an den Stein- und Eisensäulen zeigen Formen der Natur wie Äste und Blätter, wobei der präraffaelitische Stil mit einem wissenschaftlichen verbunden wurde.
Im Erdgeschoss stehen außerdem Statuen von bedeutenden Wissenschaftlern wie Aristoteles, Euklid, Roger Bacon, Charles Darwin und Carl von Linné.